# Lautersee
Lautersee je ledovcové jezero ve východní části pohoří Wettersteingebirge v zemském okrese Garmisch-Partenkirchen na jihu Německa. Leží v nadmořské výšce 1013 m v oblasti obce Mittenwald jižně od hory Hoher Kranzberg. Jeho rozloha je 12 ha a maximální hloubka 18,6 m. Jezero je 470 m dlouhé a 380 m široké.

## Vodní režim
Jeho přítoky jsou malé horské potoky, z nichž je nejvýznamnější Fallgraben. Z jezera odtéká Lainbach údolím Laintal do Mittenwaldu, kde ústí do Isaru.

## Osídlení
Jezero se nachází v katastru obce Mittenwald. Na břehu se nachází hotel Lautersee-Stub'n, dvě restaurace (Lautersee Alm, Seehof) a kaple.

## Využití
U jezera funguje přírodní koupaliště a půjčovna loděk a šlapadel. Ke koupání je možné využít také jižní a východní břeh.

## Přístup
Jezero je přístupné autobusovou linkou z Mittenwaldu nebo pěšky údolím Laintal. Kolem jezera vede turistická stezka. Ve vzdálenosti 1500 m západně směrem na zámek Elmau se nachází jezero Ferchensee.

## Historie
Kolem roku 1912 se v okolí těžilo železo. Na jezeře se v zimě sbíral led pro pivovar Mittenwald, kterému jezero patřilo.